# Daisy Ridley
Daisy Jazz Isobel Ridley (Londra, 10 aprile 1992) è un'attrice britannica, nota soprattutto per aver interpretato Rey nella trilogia sequel di Star Wars.

## Biografia
Daisy Jazz Isobel Ridley è nata il 10 aprile 1992 a Westminster, Londra, da Louise Fawkner-Corbett e Chris Ridley. Il suo prozio è l'attore Arnold Ridley. Ha frequentato la Tring Park School for the Performing Arts di Tring (Hertfordshire), diplomandosi nel 2010. Ridley ha fatto le sue prime comparse nei programmi televisivi britannici Youngers, Testimoni silenziosi, Mr Selfridge e Casualty. È anche apparsa nel cortometraggio Blue Season. Ha interpretato un ruolo da protagonista nella pellicola Lifesaver, un film interattivo che è stato nominato per i BAFTA, ed è presente nel video musicale della canzone Lights On di Wiley.
Nell'aprile 2014 è stato annunciato che Ridley avrebbe interpretato Rey in Star Wars - Il risveglio della Forza diretto da J. J. Abrams, settimo capitolo della saga di fantascienza creata da George Lucas nel 1977. La scelta di Ridley è stata vista come una mossa da parte di Abrams per ripetere lo stesso tipo di casting di attori relativamente sconosciuti per i ruoli principali, cosa che fece ai tempi anche lo stesso Lucas per il primo film di Guerre Stellari. L'interpretazione di Ridley è stata aspramente criticata dalla critica di tutto il mondo.

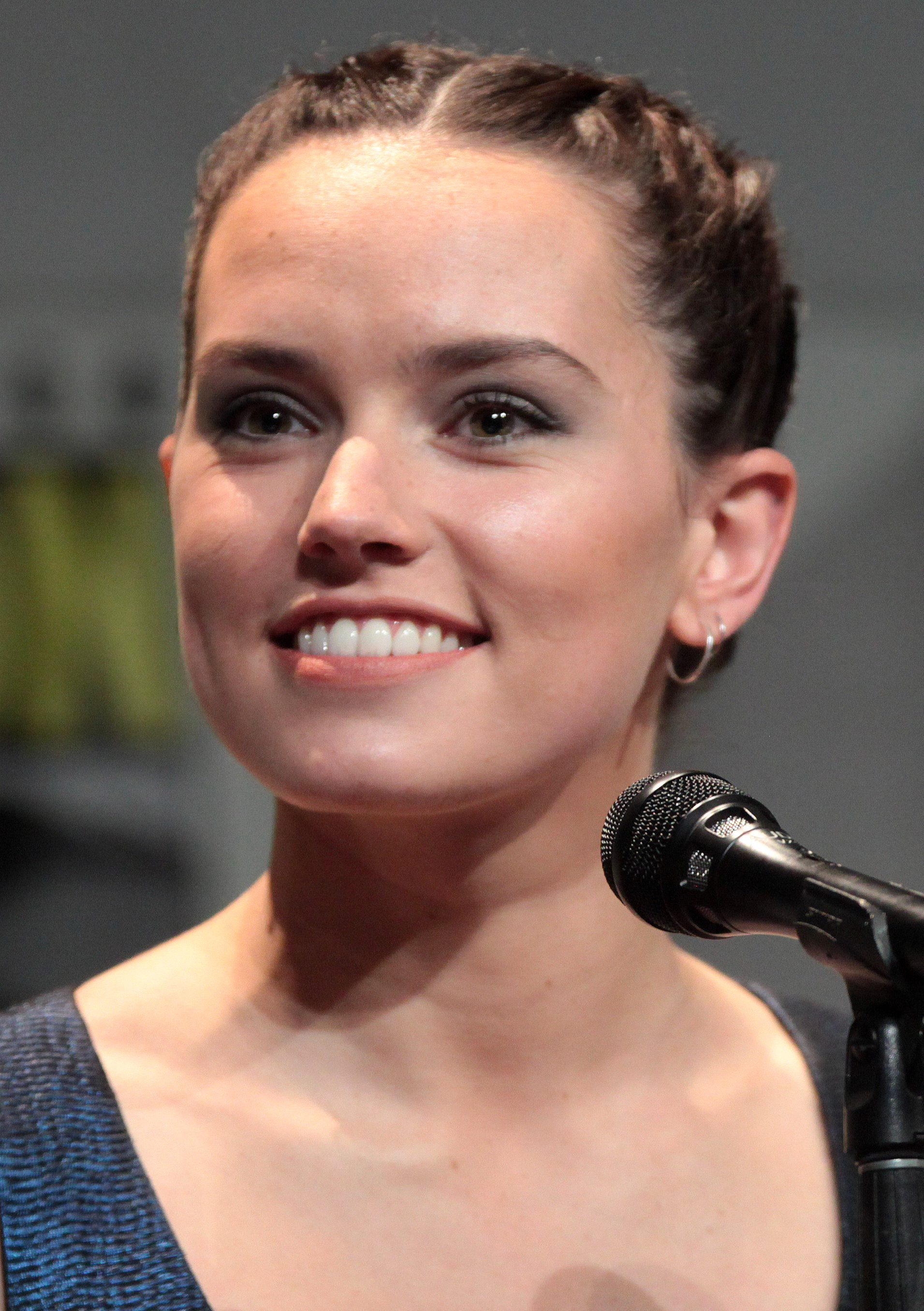
Daisy Ridley nel 2015

Nell'agosto 2015 Ridley viene scelta come doppiatrice per la versione in lingua inglese del film Pioggia di ricordi dello Studio Ghibli. L'attrice riprende il ruolo di Rey anche in Star Wars - Gli ultimi Jedi, diretto da Rian Johnson e uscito nel dicembre 2017, e in Star Wars - L'ascesa di Skywalker, diretto da J. J. Abrams e uscito il 20 dicembre 2019 negli Stati Uniti d'America. Nel 2017 partecipa inoltre al film Assassinio sull'Orient Express, dove recita al fianco di Kenneth Branagh (anche regista del film), Penélope Cruz, Johnny Depp, Josh Gad, Willem Dafoe e Judi Dench.
Nel 2018 è la protagonista del film Ofelia - Amore e morte, diretto da Claire McCarthy e presentato in anteprima al Sundance Film Festival, mentre nello stesso anno presta la voce a Cotton Tail nel film Peter Rabbit. Nel 2021 ottiene il ruolo di Viola Eade nel film Chaos Walking, diretto da Doug Liman, a fianco di Tom Holland e Mads Mikkelsen, mentre nel 2024 recita nel ruolo della protagonista nel film La ragazza del mare di Joachim Rønning. 

## Vita privata
Risiede a Primrose Hill, Londra. Dal 2017 ha una relazione con l'attore Tom Bateman, conosciuto sul set di Assassinio sull'Orient Express. Nel gennaio 2023, durante il Sundance Film Festival, ha confermato che lei e Bateman si sono sposati.

## Filmografia

### Attrice

#### Cinema
- Scrawl, regia di Peter Hearn (2015)
- Star Wars - Il risveglio della Forza (Star Wars: The Force Awakens), regia di J. J. Abrams (2015)
- Assassinio sull'Orient Express (Murder on the Orient Express), regia di Kenneth Branagh (2017)
- Star Wars - Gli ultimi Jedi (Star Wars: The Last Jedi), regia di Rian Johnson (2017)
- Ofelia - Amore e morte (Ophelia), regia di Claire McCarthy (2018)
- Star Wars - L'ascesa di Skywalker (Star Wars: The Rise of Skywalker), regia di J. J. Abrams (2019)
- Chaos Walking, regia di Doug Liman (2021)
- Nella bolla (The Bubble), regia di Judd Apatow (2022)
- Sometimes I Think About Dying, regia di Rachel Lambert (2023)
- La casa del padre (The Marsh King's Daughter), regia di Neil Burger (2023)
- La ragazza del mare (Young Woman and the Sea), regia di Joachim Rønning (2024)
- Cleaner, regia di Martin Campbell (2025)

#### Televisione
- Casualty - serie TV, 1 episodio (2013)
- Youngers - serie TV, 1 episodio (2013)
- Toast of London - serie TV, 1 episodio (2013)
- Testimoni silenziosi (Silent Witness) - serie TV, 2 episodi (2014)
- Mr Selfridge - serie TV, 1 episodio (2014)
- Saturday Night Live - serie TV, 1 episodio (2015)
- RuPaul's Drag Race - reality show, episodio 12x10 (2020)

#### Cortometraggi
- Lifesaver, regia di Martin Percy (2013)
- Blue Season, regia di Georgina Higgins e Lee Jones (2013)
- Wiley: Lights On, regia di Rohan Blair-Mangat (2013)

### Doppiatrice
- Disney Infinity 3.0 - videogioco (2015)
- Pioggia di ricordi, regia di Isao Takahata (2016)
- La principessa e l'aquila (The Eagle Huntress), regia di Otto Bell (2016)
- LEGO Star Wars: Il risveglio della Forza - videogioco (2016)
- Peter Rabbit, regia di Will Gluck (2018)
- Star Wars Rebels - serie animata (2018)
- Star Wars: Forces of Destiny - serie animata (2017-2018)
- Twelve Minutes - videogioco (2021)

### Produttrice
- La principessa e l'aquila (The Eagle Huntress), regia di Otto Bell (2016)

## Riconoscimenti
- Saturn Award
  - 2016 – Candidatura Miglior attrice per Star Wars: Il risveglio della Forza

- MTV Movie Award
  - 2016 – Candidatura Miglior performance femminile per Star Wars: Il risveglio della Forza
  - 2016 – Miglior performance rivelazione per Star Wars: Il risveglio della Forza
  - 2016 – Candidatura Miglior combattimento (condiviso con Adam Driver) per Star Wars: Il risveglio della Forza
  - 2016 – Candidatura Miglior eroina per Star Wars: Il risveglio della Forza

- Empire Awards
  - 2016 – Miglior debutto femminile per Star Wars: Il risveglio della Forza
  - 2018 – Miglior attrice per Star Wars: Gli ultimi Jedi

## Doppiatrici italiane
Nelle versioni in italiano delle opere in cui ha recitato, Daisy Ridley è stata doppiata da:
- Benedetta Degli Innocenti in Star Wars - Il risveglio della Forza, Star Wars - Gli ultimi Jedi, Star Wars - L'ascesa di Skywalker, Assassinio sull'Orient Express, Ofelia - Amore e morte, Chaos Walking, La casa del padre, La ragazza del mare

Da doppiatrice è sostituita da:
- Benedetta Degli Innocenti in Peter Rabbit
- Lodovica Comello ne La principessa e l'aquila